# Pinewood Studios

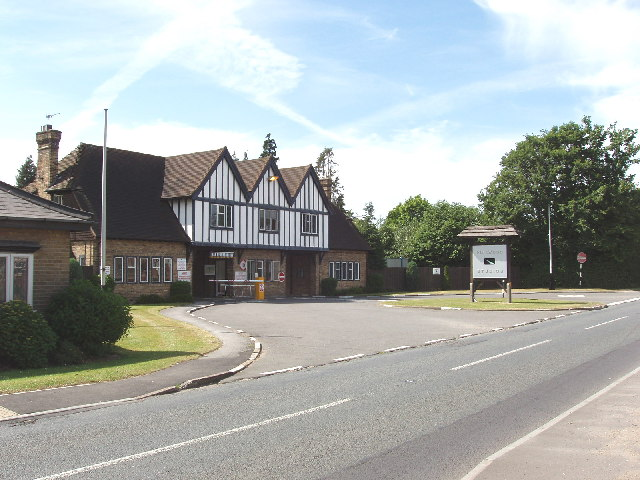
Der alte Eingang zu den Studios

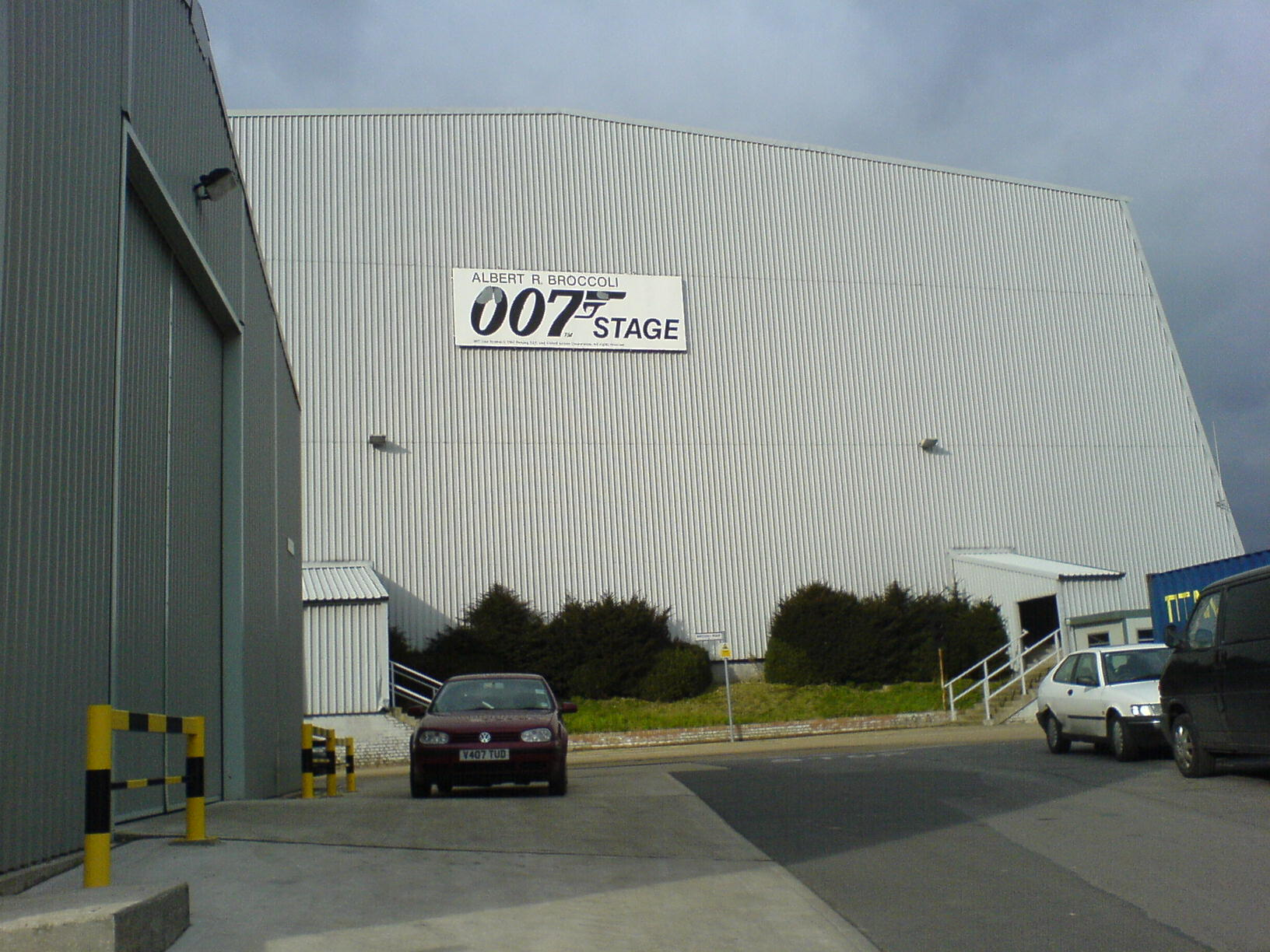
Albert R. Broccoli 007 Stage

Die Pinewood Studios sind britische Filmstudios, die zwischen Kiefernwäldern (engl. pinewood) ungefähr 32 Kilometer westlich von London auf dem ehemaligen Besitz von Heatherden Hall nahe dem Dorf Iver Heath (South Bucks) liegen.

## Geschichte
Die Pinewood Studios wurden 1934 von Charles Boot entworfen und in zwölf Monaten von der Henry Boot Company of Sheffield erbaut. Boot ließ sich dabei von den Studios in Hollywood inspirieren. Später übernahm J. Arthur Rank die Pinewood- sowie die Denham Film Studios, die oft vom Produzenten Alexander Korda verwendet wurden.
Der Name Pinewood wird vor allem immer wieder durch die James-Bond-Serie in die Welt hinausgetragen. 1963 wurde in den Pinewood Studios für Liebesgrüße aus Moskau die S.P.E.C.T.R.E.-Insel errichtet. 1976 wurde die 007-Stage errichtet, welche für beinahe jeden neuen Film zu einer neuen imposanten Kulisse umgebaut wird. Sogleich wurde für den Film Der Spion, der mich liebte ein riesiger Wassertank installiert für das Innere eines U-Boote schluckenden Supertankers.
Bei den Dreharbeiten zu Ridley Scotts Legende brannte die 007-Halle am 27. Juni 1984 bis auf die Grundmauern nieder, jedoch wurde sie bis Januar 1985 wieder aufgebaut und zu Ehren des langjährigen Bond-Produzenten Albert R. Broccoli in Albert R. Broccoli’s 007 Stage umbenannt; gerade noch rechtzeitig, um mit den Dreharbeiten zu Im Angesicht des Todes (1985) zu beginnen.
Am 30. Juli 2006 brannte die Albert R. Broccoli’s 007 Stage-Halle, in der kurz zuvor die Dreharbeiten zu Casino Royale beendet worden waren, komplett aus. Nach dem Abriss im September 2006 wurde sie in weniger als sechs Monaten wieder aufgebaut.
Beim Dreh zum 25. James-Bond-Film Keine Zeit zu sterben wurde die 007Stage am 4. Juni 2019 durch drei Explosionen beschädigt.
Pinewood wird heute zusammen mit den Shepperton Studios verwaltet, welche ebenfalls eine führende Rolle in der britischen Filmindustrie spielen. Beide Studios sind mit dem Mediennetzwerk Sohonet verbunden und arbeiten mit dem Missing Ingredients Studio Catering fest zusammen, um die Essens-Verpflegung der Studios zu gewährleisten.
Manche Filme haben sogar Spuren hinterlassen, anstatt nur dort gedreht worden zu sein. Mit einer Studiotour kann man die Hinterlassenschaften dieser Filme entdecken.

## Standorte
In Großbritannien:
- Iver, Buckinghamshire
- Shepperton Studios, Shepperton
- Pinewood Wales, Cardiff

Das Mutterunternehmen Pinewood Group Limited betreibt mehrere Studios in mehreren Ländern:
- Toronto, Kanada
- Pinewood Studio Berlin Berlin, zusammen mit Studio Hamburg
- Iskandar, Malaysia
- Atlanta, USA

## Produktionsgeschichte
Seit ihrem Bestehen waren die Pinewood Studios neben der in Großbritannien populären Carry-On …-Filmreihe für viele bekannte Produktionen Drehort, die mit meist imposanten, hallenfüllenden Setkonstruktionen für Aufsehen beim Publikum sorgten.
Die Ausführungen nach dem Filmnamen beziehen sich auf die Bühnenkonstruktion für die jeweilige Szene im Film.
- 1947: Die schwarze Narzisse
- 1948: Die roten Schuhe
- 1948: Oliver Twist
- 1952: Ernst sein ist alles
- 1959: Tiger Bay
- 1960: Augen der Angst
- 1961: In den Wind gepfiffen
- 1962: James Bond – 007 jagt Dr. No
- 1963: Cleopatra
- 1963: James Bond 007 – Liebesgrüße aus Moskau – Die S.P.E.C.T.R.E.-Insel
- 1964: James Bond 007 – Goldfinger
- 1965: Kennwort „Schweres Wasser“
- 1965: Ipcress – streng geheim
- 1965: James Bond 007 – Feuerball
- 1966: Arabeske
- 1966: Der Gentleman-Zinker
- 1966: Fahrenheit 451
- 1967: James Bond 007 – Man lebt nur zweimal
- 1968: Draculas Rückkehr
- 1968: Tschitti Tschitti Bäng Bäng
- 1969: James Bond 007 – Im Geheimdienst Ihrer Majestät
- 1971: James Bond 007 – Diamantenfieber
- 1972: Mord mit kleinen Fehlern
- 1973: James Bond 007 – Leben und sterben lassen
- 1974: James Bond 007 – Der Mann mit dem goldenen Colt
- 1975: Der Mann, der König sein wollte
- 1977: James Bond 007 – Der Spion, der mich liebte – Der Supertanker Liparus mit riesigem Wassertank
- 1978: Superman
- 1978: James Bond 007 – Moonraker – Streng geheim
- 1980: Superman II – Allein gegen alle
- 1981: Kampf der Titanen
- 1981: James Bond 007 – In tödlicher Mission – Das Unterwasserwrack der St. Georges
- 1982: Victor/Victoria
- 1983: James Bond 007 – Octopussy – Kamal Khans Palast und Innenhof
- 1985: Legende – Die Waldszene
- 1985: James Bond 007 – Im Angesicht des Todes – Zorins Silbermine und Hochwasserszenen
- 1985: Santa Claus
- 1986: Der kleine Horrorladen
- 1986: Aliens – Die Rückkehr
- 1987: Full Metal Jacket
- 1987: James Bond 007 – Der Hauch des Todes
- 1988: Hellbound – Hellraiser II
- 1989: Batman
- 1992: Alien 3 – Der Hochofen
- 1994: Interview mit einem Vampir – Das Theater der Vampire
- 1996: Mission:Impossible – Die Euro-Tunnel-Sequenz
- 1997: Das fünfte Element
- 1997: James Bond 007 – Der Morgen stirbt nie – Inneneinrichtung von Elliot Carvers Stealth Boot und das HMS-Devonshire-Unterwasserset
- 1997: Event Horizon – Am Rande des Universums – Der Maschinenraum
- 1997: The Saint – Der Mann ohne Namen
- 1999: Verlockende Falle – Die Kletterei auf den Petronas Towers
- 1999: Eyes Wide Shut
- 1999: James Bond 007 – Die Welt ist nicht genug – Die russische Nuklear-Testanlage
- 2001: Lara Croft: Tomb Raider – Erstes und zweites Grab
- 2002: The Hours – Von Ewigkeit zu Ewigkeit
- 2002: James Bond 007 – Stirb an einem anderen Tag – Gustav Graves’ Eispalast
- 2003: Lara Croft: Tomb Raider – Die Wiege des Lebens – Der griechische Tempel und die afrikanischen Höhlen
- 2004: Das Phantom der Oper
- 2005: Charlie und die Schokoladenfabrik – Der Schokoladenraum und -fluss
- 2006: The Da Vinci Code – Sakrileg – Die Louvre-Galerie
- 2006: James Bond 007: Casino Royale – Einstürzendes Haus in Venedig
- 2007: Primeval – Rückkehr der Urzeitmonster
- 2008: James Bond 007: Ein Quantum Trost – Flugzeugset, brennendes Hotel (Wüste), (fiktiver) Glockenturm Siena
- 2008: Mamma Mia!
- 2012: Dark Shadows
- 2011: X-Men: Erste Entscheidung
- 2011: Captain America: The First Avenger – in Pinewood und Shepperton gedreht
- 2012: Prometheus – Dunkle Zeichen
- 2012: James Bond 007: Skyfall
- 2013: Gravity – in Pinewood und Shepperton gedreht
- 2015: James Bond 007: Spectre[4]
- 2015: Star Wars: Das Erwachen der Macht
- 2016: Rogue One: A Star Wars Story
- 2017: Star Wars: Die letzten Jedi
- 2018: Solo: A Star Wars Story
- 2019: James Bond 007: Keine Zeit zu sterben
- 2019: Star Wars: Der Aufstieg Skywalkers